# Guarda Urbana
A Guarda Urbana, corporação de policiais uniformizados da Polícia Civil da Corte,  criada pelo Decreto Imperial nº 3.598, de 27 de janeiro de 1866, pode ser considerada como a precursora da Guarda Civil do Distrito Federal.

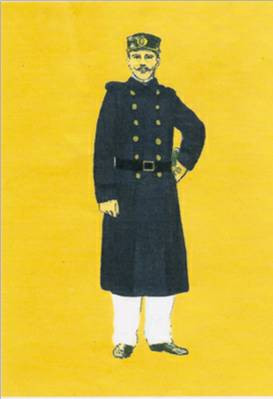
Desenho, reproduzindo o guarda urbano de 1866

Pelo referido decreto, a força policial da Corte, atual cidade do Rio de Janeiro, passou a ser composta por um Corpo militar e um Corpo civil, sendo o primeiro o Corpo Policial da Corte (atual Polícia Militar do Estado do Rio de Janeiro), já existente desde 1809 e o segundo, a recém criada Guarda Urbana.
Segundo o seu artigo 6º, "incumbia à Guarda Urbana a vigilância contínua da cidade" e pelo artigo 4º, ficava sob as ordens imediatas do Chefe de Polícia da Corte. Inicialmente, o projeto de 1836 implementando a Guarda Urbana previa o financiamento por moradores das paróquias onde eles rondariam, contudo, não foi adiante, sendo considerado inconstitucional, por forçar guardas nacionais residentes nas localidades a pagarem o imposto extra. Seriam realocados do Corpo de Permanentes para o serviço, de âmbito noturno e diurno. O guarda urbano seria responsável pela prestação de serviços assistenciais, como a chamada de parteiras, padres, envio de receitas médicas, comunicação das horas. Portariam apitos para trilar caso fosse necessária ajuda. Articulando o monitoramento diurno ao noturno, intentava-se criar-se uma chave de monitoramento constante, receando-se a circulação de escravos durante a noite. Seu prospecto indica uma particular aproximação com as características de guardas noturnas existentes em outros países. O historiador Thomas Holloway apresenta a concretização do serviço dos Urbanos, décadas posteriores, como distanciada do projeto inicial apresentado em 1836.
Em 1867, o projeto finalmente saiu do papel. Dessa vez, o custeamento por moradores locais foi retirado, incumbindo-se o Estado da função total. O seu efetivo previsto de quinhentos homens uniformizados, se distribuía pelas estações de polícia dos distritos da cidade do Rio de Janeiro, inicialmente instaladas nas paróquias de Sacramento, São José, Candelária, Santo Antônio, Santa Anna, Santa Rita e Estação Central da Chefia de Polícia. Urbanos de cada paróquia atendiam a um comandante local, que respondia a um comandante geral, em linha direta com o chefe da polícia.
O uniforme reproduzia os modelos em uso no Exterior, principalmente, na Europa e Estados Unidos. Compunha-se de sobrecasaca da cor azul ferrete, calça azul ferrete ou branca, cinturão e coturnos pretos. Os guardas portavam duas pistolas e uma espada. Entre os artigos do regulamento, está a obrigação do Urbano agir com solicitude e urbanidade perante os pedestres, ligado à procura pelas autoridades brasileiras em criarem um corpo de vigilância que se assemelhasse ao bobby inglês, considerado exemplo mundial em quesito de civilidade, indício de um Estado moderno.  
A corporação foi extinta após a Proclamação da República, em 15 de novembro de 1889, mas contribuiu para a futura criação da Guarda Civil em 1904, com organização semelhante. Suas características, muitas tomadas pela guarda noturna do Rio de Janeiro, surgida apenas 4 dias antes de sua extinção, em 11 de novembro de 1889, também carregam uma possível influência. 